# 전파천문학
전파천문학(電波天文學, radio astronomy)은 전파 주파수대에서 천체를 연구하는 천문학의 하위분야이다. 또한 우주에서 오는 전파 통해 은하나 별들을 연구하는 학문이다.
천체에서 나오는 전파를 처음으로 탐지한 것은 1930년대의 칼 젠스키가 우리 은하에서 오는 전파를 받아낸 것이 처음이다. 그 뒤를 이은 관측 결과, 수많은 서로 다른 전파 방출원들이 발견되었다. 항성이나 은하는 물론, 전파은하, 퀘이사, 펄사, 메이저 등 완전히 새로운 부류의 천체들이 발견되기도 하였다. 대폭발 이론에 강력한 근거를 제공한 우주 마이크로파 배경의 발견이 바로 전파천문학을 통해 이루어진 것이다.
전파천문학은 전파망원경이라고 하는 거대한 전파 안테나를 사용하여 수행된다. 단일한 전파망원경이 사용되기도 하고, 다수의 전파망원경을 연결하여 전파 간섭계를 만들고 개구합성을 하기도 한다. 간섭계를 사용하면, 간섭계를 구성하는 개개의 망원경 사이의 거리에 의해 분해능이 결정되므로, 개개의 망원경보다 좋은 분해능을 얻을 수 있다.

## 전파천문학 역사
1930년대에 잰스키가 은하수를 관측하기 전에도, 물리학자들은 천체가 전파원이 되어 그 전파를 관측할 수 있을 것이라고 추측했다. 1860년대, 제임스 클러크 맥스웰의 맥스웰 방정식은 전자기파가 전기 및 자기와 관련이 있으며 어떠한 파장에서도 존재할 수 있음을 보였다. 니콜라 테슬라, 올리버 로지 등이 태양에서 방출되는 전파를 검출하려고 여러 번 시도하였으나, 기술적 한계로 인하여 번번히 실패하였다.
칼 잰스키는 1930년대 초반에 천문학적 전파원을 최초로, 우연히 발견하였다. 벨 전화 연구소 소속 공학자였던 그는 대서양 횡단 음성전송에 사용되는 단파 통신에 자꾸 끼어드는 잡음을 조사하고 있었다. 커다란 지향성 안테나를 사용한 잰스키는 아날로그 펜과 종이 기록에 정체불명의 전파원에서 오는 반복되는 신호가 기록되고 있음을 알아차렸다. 신호가 매 24시간마다 절정에 달하였기 때문에, 잰스키는 처음에는 간섭의 원인이 자신의 지향성 안테나의 시야를 가로지르던 태양이 아닌가 추측하였다. 분석을 계속한 결과 전파원의 반복 주기는 태양을 따라가는 정확한 24시간이 아니라, 23시간 56분으로 나타났다. 잰스키는 이 영문 모를 현상을 동료인 천체물리학자이자 교사인 앨버트 멜빈 스켈렛에게 털어놓았다. 스켈렛은 23시간 56분이 1 항성시를 가리키며, 이것은 전파원이 지구가 1회 자전할 때마다 안테나의 시야에 들어오게 되는, 천구상에 "고정"되어 있는 천체라는 것을 의미한다는 것을 지적하였다. 자신의 관측 결과를 광학 천문도와 대조해 본 잰스키는 마침내 자신의 안테나가 궁수자리의 은하수가 가장 짙은 지역을 가리켰을 때 문제의 전파원이 절정에 달하였다고 결론내렸다. 그는 태양(그리고 다른 항성들)이 전파 잡읍을 일으킬 정도로 큰 전파원이 아니므로, 문제의 전파 간섭은 은하의 성간 가스와 먼지에 의해 생성된 것이라고 생각했다. (잰스키의 전파원은 하늘에서 가장 강력한 전파원 중 하나로, 1950년대에 궁수자리 A라고 명명되었다. 그리고 이것은 성간 "가스와 먼지"는 아니었으며, 이 구역에서 발견된 천체들이 발생시키는 강력한 자기장과 그 안의 전자에서 방출되는 것임이 밝혀졌다).
잰스키는 자신의 발견을 1933년에 발표하였다. 그는 은하수에서 나오는 전파를 보다 상세히 조사하고 싶어했다. 하지만 벨 연구소는 그를 다른 프로젝트로 전출시켰고, 이후 잰스키가 천문학 분야에 있어 다른 업적을 남긴 바는 없다. 하지만 전파천문학에 있어 그의 선구자적 업적은 선속밀도의 기본 단위 잰스키(Jy)를 그의 이름을 따 명명함으로써 기려지고 있다.
1937년, 잰스키의 연구에 영감을 받은 그로트 레버가 자기 집 뒷마당에 직경 9미터 짜리 포물면 전파망원경을 설치하였다. 잰스키의 관측을 반복하는 것으로 연구를 시작한 레버는 최초의 전파 대역 전천 탐사를 수행하였다. 1942년 2월 27일에는 영국 육군 연구장교 제임스 스탠리 헤이가 태양에서 방출되는 전파를 최초로 검출하였다.

## 관측
약 1mm보다 긴 파장대의 전자기파를 이용한다. 전파천문학은 관측천문학의 다른 분야와는 달리 관측된 전파를 개개의 광자로 다루기보다는 파동으로 다룬다. 그러므로 짧은 파장 영역의 전자기파에 비해, 전파의 세기와 위상을 측정하는 데 상대적으로 수월하다. 어떤 전파는 열적 발산의 형태로 천체에 의해 생성되기도 하지만, 지구상에서 관측 가능한 대부분의 전파 방사는 싱크로트론 복사의 형태이다. 또한, 별들 사이의 가스, 특히 21 cm 수소분광선에 의해 생성된 많은 분광선들이 전파영역에서 관측 가능하다. 전파천문학에서 다루는 천체는 초신성, 성간가스, 펄사, 활동은하핵 등 매우 다양하다.
천체의 전파는 미약하기 때문에 관측은 전파 망원경에 의해 이루어진다. 전파는 파장이 길기 때문에 성간 물질에 의한 산란을 받지 않으며, 가시 광선으로 관측할 수 없는 암흑 성운의 뒷쪽 등을 관측하는 것이 가능하다.
그러나 단파보다 파장이 긴 (40m 이상) 전파는 전리층에서 반사되기 때문에 지상에 닿지 않는다. 또한 파장이 짧은 (3 cm 이하) 전파는 대기 중의 물 분자와 산소 분자에 의해 흡수되므로 역시 지상에 도달하기 어렵다. 따라서 그 사이 파장의 전파가 관측에 사용되고있다. 1980년대 이후에는 관측 장치의 위치를 고려하면서 전파 망원경의 집광력 등을 향상시키는 등의 방법을 통해, 밀리미터 영역에서 하위 밀리미터 영역 관측도 수행하고 있다.

## 자연적인 천체의 전파 발생
천체는 특정한 전파를 발생시킨다. 여러 파장에서 관측을 수행하면, 천체에서 어떤 전파가 발생하는지 알 수 있다. 그리고 그것을 통해 천체의 성질을 알 수 있다.
- 싱크로트론 방사선: 광속에 가까운 전자가 자기장에서 로렌츠 힘을 받아 원운동 때 방출된다. 파장 의존성이 강한 연속 스펙트럼을 가진 편광을 발생시킨다.
- 열 제동 방사선: 고온의 플라즈마에서 전자가 원자핵의 인력을 받아 진로가 구부러질때 방출된다. 파장 의존성이 작은 연속 스펙트럼을 가진 빛을 발생시킨다.
- 이온화 원자 재결합: 이온화하는 원자와 전자가 재결합할 때 방출된다. 선 스펙트럼을 가진다.
- 수소 원자의 파장 21 cm 선: 수소 원자 사이의 전자 스핀이 반전될 때 방출된다.
- 분자의 회전 경로: 암흑 성운(분자 구름)에서 분자의 회전 경로가 변경될 때 방출된다. 선 스펙트럼을 가진다.
- 우주 마이크로파 배경: 대폭발의 순간에 우주로 채워진 빛의 흔적이다.

제2차 세계 대전 이후 전쟁 중에 발달한 레이다 기술이 적용되어 추가 관측이 행해지게 되었다. 그러나, 전파 관측은 광학 관측에 비해 해상도가 매우 뒤떨어지는 것이 단점이었다. 간섭계의 응용을 통해 이 문제가 크게 개선되었다. 그 결과 많은 천체가 가시 광선과는 다른 모습을 하고 있는 것으로 조사됐다. 이렇게 전파 관측이 천체 관측의 한 분야로 정착하였다.

## 역사
- 1931년, 벨 연구소의 기술자 칼 진 스키는 공전 현상을 관측하던 중 처음으로 천체의 전파를 관측하였다. 이렇게 전파를 발산하는 천체가 있는 것이 처음으로 밝혀졌다. 칼 진 스키가 발견한 것은 우리 은하의 중심 핵에서 파장 14.6m의 전파를 발산하는 천체였다.
- 1940년, 그로테 레바는 직경 9m의 인공 위성 접시를 제작했다. 이것이 최초의 전파 망원경이다. 레바는 파장 1.85m의 전파로 은하수의 관측을 수행하여 전파지도를 작성했다.
- 1942년, 영국의 제임스 헤이는 레이다에 간섭하는 정체 불명의 전파를 관측하였다. 이것은 같은 해 미국의 조지 사우스워스를 통해 태양 플레어에 의한 전파라는 것이 확인되었다.
- 1944년, 네덜란드의 반 드 전체 목록은 이온화하지 않은 수소 원자가 파장 21cm의 전파를 방출할 가능성을 보여주었다. 이것은 1951년에 미국 헤럴드 유엔과 에드워드 퍼셀에 의해 확인되었다.
- 1965년, 로버트 윌슨은 통신 기기의 소음 측정을 하는 동안 우주에서 등방성으로 오는 전파를 발견했다. 이것이 대폭발 이론에서 예측되던 우주 마이크로파 배경이다.
- 같은 해에 앤터니 휴이시와 조셀린 벨 버넬은 매우 정확한 주기로 오는 전파를 발산하는 천체를 발견했다. 이것은 펄사라고 불리고, 그 정체는 빠르게 자전하는 중성자별일 것으로 예측되고 있다.

## 전파 별

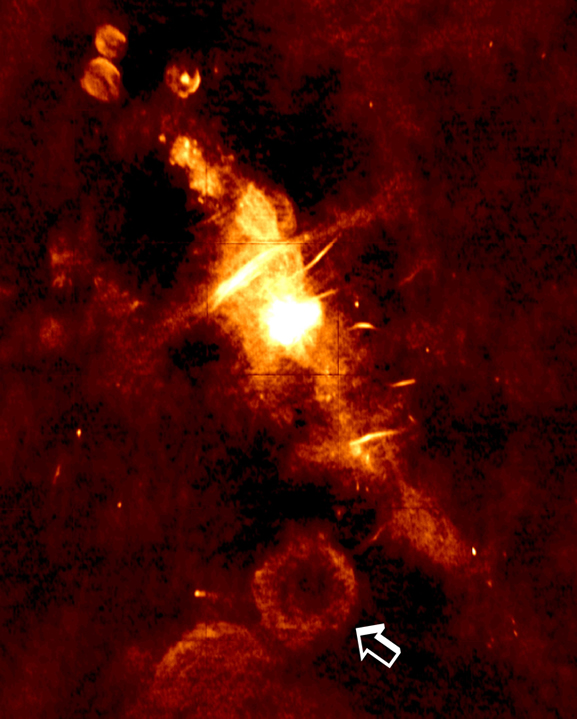
은하수의 중심 지역의 전파 이미지

그로테 레바는 고니 자리와 카시오페이아 자리 근처에서 강한 전파를 방출하는 구역을 발견했다.
1946년에 제임스 헤이들은 이 전파가 은하수와 다른 천체에서 나오는 전파라는 것을 확인했다. 당시의 전파 망원경의 해상도에서는 이 전파 자원의 광학적인 대응 천체를 알 수 없었기 때문에, 이들은 전파 별이라고하며 천체가 속하는 별자리와 별자리에서 전파 강도의 순으로 알파벳순 부호로 호칭되었다.
전파 별은 활동 은하와 질량이 큰 별의 형성이 활발한 성운, 초신성 잔해 등으로 식별되었다.
- 궁수자리 A : 동쪽 궁수자리 A, 서쪽 궁수자리 A 로 구성된다. 동쪽 궁수자리 A는 초신성 잔해로 생각되고 있다.
- 카시오페이아 자리 A : 1670년 경에 폭발한 초신성의 잔해라고 추측하고 있다.
- 황소 자리 A : 게 성운 (M1)
- 오리온자리 A : 오리온 성운 (M42)
- 고니자리 A : 활동 은하 3C405
- 처녀자리 A : 활동 은하 M87
- 센타우루스 자리 A : 활동 은하 NGC 5128

## 기타
최근에는 고주파의 사용이 늘어나면서 휴대 전화 등의 송신 설비에서 고조파 등의 영향으로 서서히 관측이 힘들어 지고 있다. 종종 관측에 사용되는 주파수 할당이 인근에 있는 주파수의 이용에 영향을 받기도 한다.

## 같이 보기
- 전파 천문 위성
- 아타카마 대형 밀리미터 집합체

## 참조
1. ↑  F. Ghigo (편집.). “Pre-History of Radio Astronomy”. 2010년 4월 9일에 확인함.
2. 1 2  “World of Scientific Discovery on Karl Jansky”. 2010년 4월 9일에 확인함.
3. ↑  Jansky, Karl G. (1933). “Radio waves from outside the solar system”. Nature 132 (3323): 66. Bibcode:1933Natur.132...66J. doi:10.1038/132066a0.
4. ↑  Radoje Belusević (2008). Relativity, astrophysics and cosmology: Volume 1. p. 163.[깨진 링크(과거 내용 찾기)]
5. ↑  Bojan Kambič, Viewing the Constellations with Binoculars, pages 131-133
6. ↑  “Grote Reber”. 2010년 4월 9일에 확인함.
7. ↑  J. S. Hey. The Radio Universe, 2nd Ed., Pergamon Press, Oxford-New York (1975),